# Sheffield (Schiff, 1937)
HMS Sheffield (Kennung: C24) war ein Kreuzer der Southampton-Unterklasse der Town-Klasse der britischen Royal Navy im und nach dem Zweiten Weltkrieg. Sie war das erste Schiff der Royal Navy, das nach der englischen Industriestadt Sheffield, dem früheren Zentrum der britischen Stahlindustrie, benannt wurde.
Das Design der Kreuzer der Town-Klasse war von den Bestimmungen der Londoner Flottenkonferenz von 1930 beeinflusst. Diese hatte die Zahl der Schweren Kreuzer begrenzt und Leichte Kreuzer durften eine Hauptbewaffnung von höchstens 6,1 Zoll (155 mm) Kaliber tragen. Alle drei Signatoren des Londoner Flottenvertrags von 1930 (Großbritannien, Japan, USA) versuchten in der Folge, Leichte Kreuzer zu bauen, die Schweren Kreuzern an Größe und Kampfkraft gleichkamen, indem sie die Zahl der Geschütze erhöhten und damit das geringere Kaliber auszugleichen versuchten.

## Technische Daten
Die Sheffield wurde am 31. Januar 1935 bei Vickers-Armstrongs in Newcastle upon Tyne auf Kiel gelegt, am 23. Juli 1936 von Stapel gelassen und am 25. August 1937 in Dienst gestellt. Bei 180,2 m Länge, 18,8 m Breite und 6,2 m Tiefgang verdrängte sie 9100 Tonnen (Standard) bzw. 11.350 Tonnen (Gefechtsgewicht). Die Besatzung zählte 748 Mann. Die Bewaffnung bestand aus zwölf 6-Zoll-(152-mm)-Geschützen vom Typ BL 6" MK XXIII in vier Dreiertürmen, acht 4-Zoll-(102-mm)-Schnellfeuerkanonen in vier Doppeltürmen, acht QF-2-Flak-Geschützen („Pom-Pom“) in zwei Vierlingslafetten, acht 0,5-Zoll-(12,7-mm)-Vickers-Maschinengewehren in Vierlingslafetten, und sechs 21-Zoll-(533-mm)-Torpedorohren in zwei Drillingssätzen. Die vier Parsons-Turbinen mit zusammen 75.000 Pferdestärken (shp) erlaubten eine Höchstgeschwindigkeit von 32 Knoten.

## Geschichte

### Zweiter Weltkrieg
Beim Kriegsausbruch gehörte die Sheffield zum 18. Kreuzergeschwader, das in der Dänemarkstraße patrouillierte. Im April 1940 nahm sie an der britischen Norwegenkampagne teil, um danach für kurze Zeit im Ärmelkanal als Sicherung gegen eine mögliche deutsche Invasion Englands zu dienen. Danach wurde sie der in Gibraltar stationierten Force H zugeteilt und operierte im Mittelmeer und Nordatlantik.
Im Frühjahr 1941 nahm sie an der Beschießung Genuas (9. Februar) und an Einsätzen gegen Verbände Vichy-Frankreichs sowie an der Sicherung von Geleitzügen teil, die Nachschub nach Malta brachten.
Im Mai 1941 gehörte sie zu den Kräften, die das deutsche Schlachtschiff Bismarck versenkten. Dabei entging die Sheffield nur knapp einem versehentlichen Torpedoangriff von Fairey Swordfish Torpedobombern des Flugzeugträgers Ark Royal. Die Flugzeugbesatzungen waren nicht über die Abkommandierung der Sheffield, die die Bismarck beschatten sollte, informiert worden. Als nun die Piloten ein einzeln fahrendes Schiff unter sich sahen, glaubten sie, die Bismarck vor sich zu haben. Ihre Torpedos waren mit neuartigen Magnetzündern ausgestattet, die sich zum Glück für die Sheffield als unzuverlässig erwiesen. Bei dem darauf folgenden neuen Angriff auf die Bismarck waren die Zünder durch die verlässlichen Aufschlagzünder ersetzt worden; einer traf und zerstörte die Ruderanlage des Schlachtschiffs.
Am 12. Juni versenkte die Sheffield den deutschen Tanker Friedrich Brehme, der der Bismarck zugeteilt gewesen war. Im Oktober versenkte sie, zusammen mit dem Leichten Kreuzer Kenya, ein weiteres deutsches Versorgungsschiff, die Kota Penang.

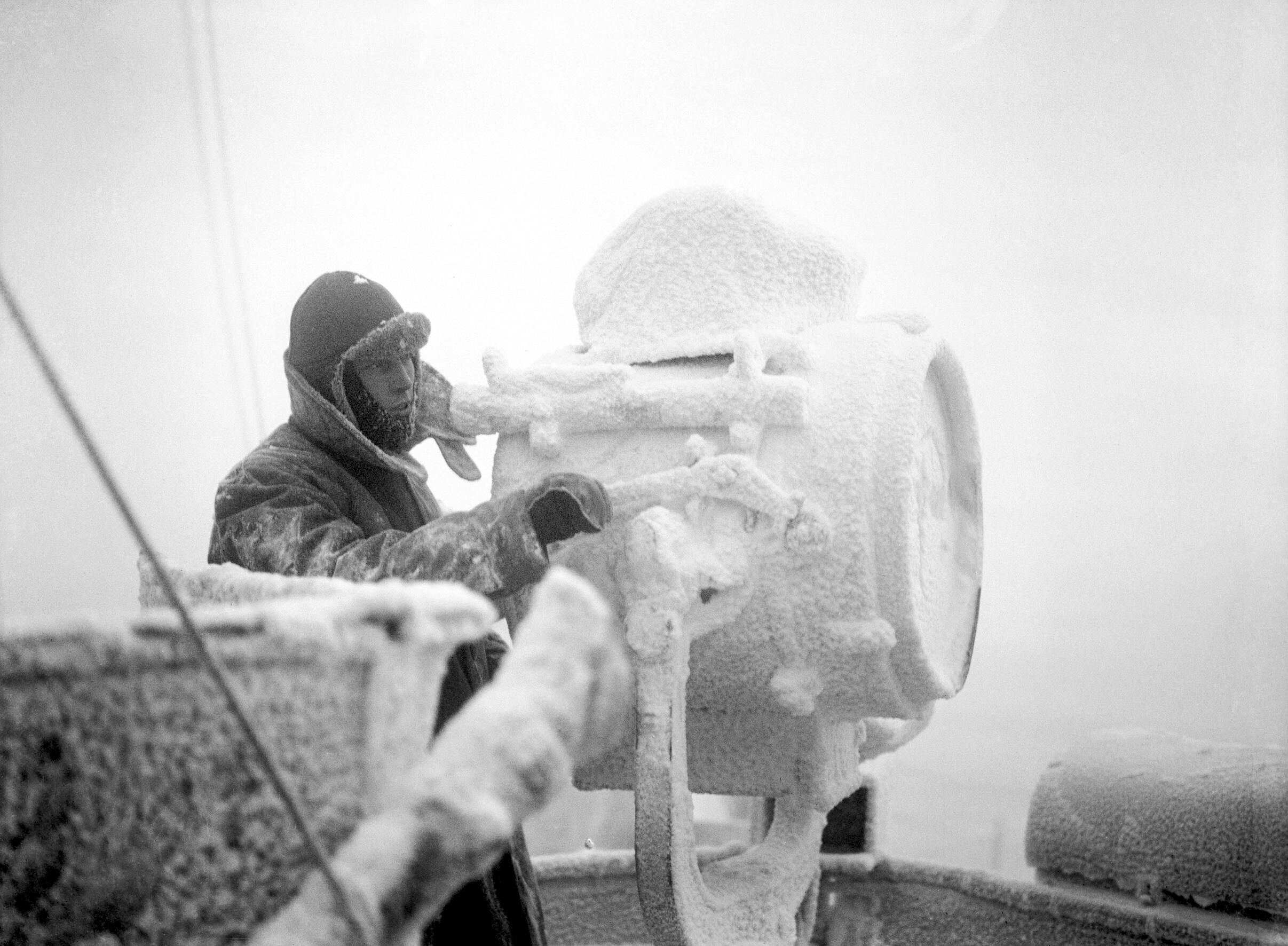
Vereisung an einem Signalscheinwerfer der Sheffield, Dezember 1941

Danach wurde die Sheffield zur Konvoisicherung von Nordmeergeleitzügen im Nordmeer eingesetzt, bis sie am 3. März 1942 in der Nähe von Island auf eine Mine lief. Nach den notwendigen Reparaturen war sie ab Juli 1942 unter anderem beim Geleitzug PQ 18 wiederum im Nordmeer im Geleitdienst.
Im November 1942 gehörte sie zu den Streitkräften, welche die alliierte Landung in Nordafrika (Operation Torch) sicherten.
Im Dezember bildeten die Sheffield und die Jamaica die „Force R“ von Rear Admiral Robert L. Burnett (auf der Sheffield), welche die Fernsicherung für den Geleitzug JW 51B bildete. Der Konvoi wurde am 31. Dezember von Überwasserkräften der Kriegsmarine unter Vizeadmiral Oskar Kummetz angegriffen, bestehend aus den Schweren Kreuzern Admiral Hipper und Lützow und sechs Zerstörern, und es kam zur Schlacht in der Barentssee. Nachdem die Admiral Hipper drei 152-mm-Treffer von der Sheffield erhalten hatte, die den Kesselraum 3 außer Betrieb setzten und damit ihre Geschwindigkeit herabsetzten, brach Admiral Kummetz das Gefecht ab. Der deutsche Zerstörer Z 16 Friedrich Eckoldt, der die Sheffield mit der Admiral Hipper verwechselte, wurde von der Sheffield versenkt.
Im Februar 1943 wurde die Sheffield in die Biskaya verlegt. Von Juli bis September unterstützte sie die alliierte Landung bei Salerno in Süditalien (Operation Avalanche). Danach lief sie wiederum zur Konvoisicherung in die Arktik, wo sie am 26. Dezember 1943 beim Geleitzug JW 55B an der Versenkung des deutschen Schlachtschiffs Scharnhorst beteiligt war. Gegen Ende des Jahres 1943 wurde während einer Werftliegezeit der Turm „X“ ausgebaut. Auf dessen Stelle kamen zwei 40-mm-Bofors-Vierlingslafetten.
Von April bis August 1944 gehörte die Sheffield zum Begleitschutz der britischen Flugzeugträger, die wiederholte Luftangriffe auf das Schlachtschiff Tirpitz ausführten und partizipierte in diesem Rahmen an den Operationen Tungsten und Mascot. Nach dem Abbruch dieser letztlich erfolglosen Angriffe wurde das Schiff zur Grundüberholung in Boston und in England geschickt, die bis nach Kriegsende dauerte.

### Nach 1945

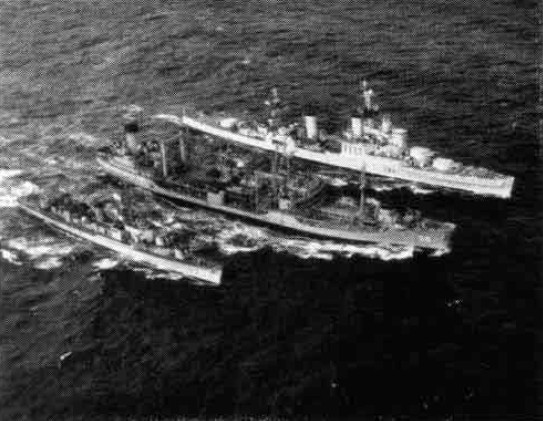
Die Sheffield und der Zerstörer Harlan R. Dickson bunkern während eines NATO-Manövers 1957

Die Sheffield war im Mai 1946 wieder einsatzbereit und diente danach wechselweise in der Karibik, im Mittelmeer und in den Gewässern um die Britischen Inseln. Sie wurde 1949/50 und 1954 nochmals modernisiert und war 1954 Flaggschiff des 8. Kreuzergeschwaders in der Karibik. Im Januar 1959 kam sie zur Reserveflotte, wo sie bis September 1964 als Flaggschiff der Home Fleet diente.
Die Sheffield wurde im September 1964 auf die Liste der zur Disposition stehenden Schiffe gesetzt und 1967 in Rosyth ausgeschlachtet und danach in Faslane-on-Clyde abgewrackt. Ihre Schiffsglocke und Kriegsflagge hängen seitdem in der Kathedrale von Sheffield.